# Redigobius macrostoma
Redigobius macrostoma är en fiskart som först beskrevs av Günther, 1861.  Redigobius macrostoma ingår i släktet Redigobius och familjen smörbultsfiskar. Inga underarter finns listade i Catalogue of Life.